# Dokument Fanny och Alexander
Dokument Fanny och Alexander är en svensk dokumentärfilm från 1982 med filmmanus och regi av Ingmar Bergman.
Filmen är en så kallad "bakomfilm", som skildrar inspelningarna och produktionsprocessen för Bergmans storfilm och TV-serie Fanny och Alexander. Den är 110 minuter lång, producerad av Bergmans bolag Cinematograph och filmad av Arne Carlsson, Bergmans mångårige medarbetare och förre granne på Fårö. I filmen figurerar förutom Bergman spelfilmens aktörer och medarbetare. Förutom en specialversions-visning på Cinemateket i Stockholm redan 1984 och festivalvisning på Berlins filmfestival i februari 1986 hade filmen officiell premiär i SVT den 18 augusti 1986.
Filmen har erhållit Guldplakett som "Bästa dokumentärfilm" på Chicago International Film Festival 1986 och Golden Gate Award för "Bästa film om film" på San Francisco International Film Festival 1987.